# Samuel Clarke

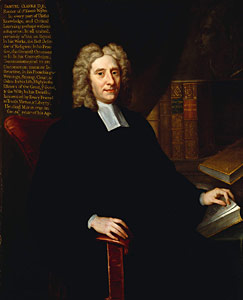
Samuel Clarke

Samuel Clarke, född 11 oktober 1675, död 17 maj 1729, var en engelsk filosof och präst.
Clarke blev 1707 präst i London, och var en varm beundrare av Isaac Newton, vars Principia han i en berömd brevväxling 1715-1716 försvarade mot Gottfried Wilhelm von Leibniz. Han bekämpade även Thomas Hobbes materialism, Baruch Spinozas determinism och panteism samt fritänkarna i sina verk A demonstration of the being and attributes of God (1705) om gudsbevis och A discourse concerning the unchangeable obligations of natural religion (1706). Som moralfilosof ansåg Clarke, att sanningsenlighetens, godhetens och rättvisans lagar är en gång av Gud givna och i tingens natur liggande lagar. Senare invecklades han i en konflikt med kyrkan genom sin skrift The scripture doctrine of trinity (1712).